# پس از میس جولی
پس از میس جولی (به انگلیسی: After Miss Julie) نوشته پاتریک ماربر نمایشنامه‌نویس برجسته انگلیسی است که در ۱۹۹۵ نگاشته شده‌است این نمایشنامه اقتباسی است از نمایشنامه میس جولی که اگوست استرینبرگ نمایشنامه‌نویس سوئدی در سال ۱۸۸۸ نوشته‌است.